# Войковское сельское поселение (Ленинский район)
Войковское сельское поселение (укр. Войковське сільське поселення, крымскотат. Къыдырлез кой юрту, Qıdırlez köy yurtu) — муниципальное образование в Ленинском районе Республики Крым России, на Керченском полуострове. На юге граничит с территорией Керченского горсовета, на севере выходит к побережью Азовского моря.
Административный центр — село Войково.

## Население
| 2001  | 2014  | 2015  | 2016  | 2017  | 2018  | 2019  |
| ----- | ----- | ----- | ----- | ----- | ----- | ----- |
| 5237  | ↘5135 | ↘5130 | ↘5076 | ↘5021 | ↘4966 | ↘4917 |
| 2020  | 2021  |       |       |       |       |       |
| ↗4931 | ↗5524 |       |       |       |       |       |

## Состав сельского поселения
| № | Населённый пункт | Тип населённого пункта       | Население |
| - | ---------------- | ---------------------------- | --------- |
| 1 | Войково          | село, административный центр | ↗4647     |
| 2 | Бондаренково     | село                         | ↘600      |
| 3 | Егорово          | село                         | ↘49       |
| 4 | Курортное        | село                         | ↗202      |

## История
В советское время (до 1926 года) был образован Войковский сельский совет.
Статус и границы Войковского сельского поселения установлены Законом Республики Крым от 5 июня 2014 года № 15-ЗРК «Об установлении границ муниципальных образований и статусе муниципальных образований в Республике Крым».